# Serapias intermedia
Serapias intermedia är en orkidéart som beskrevs av Forest. och Friedrich Wilhelm Schultz. Serapias intermedia ingår i släktet Serapias och familjen orkidéer. Inga underarter finns listade i Catalogue of Life.